# Ietje Pfrommer-Louwen
Marietje (Ietje) Pfrommer-Louwen (Amsterdam, 6 juli 1935) is een Nederlands voormalig langebaan- en marathonschaatsster. Ze was gehuwd met schaatscoach Leen Pfrommer.
Zowel op het Nederlands kampioenschap schaatsen allround 1955 als 1956 won Louwen een zilveren medaille en in 1963 een bronzen medaille. In 1954 en 1963 won ze de Ronde van Loosdrecht. Ook won ze in 1956 de Bosrace in het Amsterdamse Bos.

## Records

### Persoonlijke records[2]
| Afstand    | Tijd     | Datum            | Baan   |
| ---------- | -------- | ---------------- | ------ |
| 500 meter  | 53,60    | 23 januari 1957  | Hamar  |
| 1000 meter | 1.54,30  | 15 februari 1956 | Wormer |
| 1500 meter | 2.49,00  | 1957             | Hamar  |
| 3000 meter | 5.45,10  | 1957             | Hamar  |
| 5000 meter | 10.35,10 | 13 januari 1955  | Hamar  |